# Сояк, Иржи
И́ржи Со́як (чеш. Jiří  Soják, 13 мая 1936, Брно, — 17 октября 2012) — чешский ботаник-систематик, сотрудник Национального музея в Праге, профессор, доктор биологических наук.

## Биография
Родился 13 мая 1936 года в Брно, вскоре с родителями переехал в Прагу. С 1954 по 1959 годы учился на биологическом факультете Карлова университета. В 1966 году защитил кандидатскую диссертацию, а в 1973 году получил степень доктора наук. С 1961 года работал в Национальном музее. В 1999 году он вышел на пенсию. Умер 17 октября 2012 года после непродолжительной болезни.

## Вклад в науку
Признанный специалист по роду Лапчатка (Potentilla). Описал 15 новых родов, более 150 видов и подвидов, предложил около 2600 новых номенклатурных комбинаций. Участвовал в многочисленных экспедициях в Сибирь, Монголию, Китай, Иран, Казахстан, Кыргызстан, Таджикистан и Узбекистан. Собрал более 50 000 гербарных листов.

## Таксоны, названные в честь Сояка
В честь Сояка названы 14 таксонов сосудистых растений
- Atractylis sojakii Rech.f.
- Echinops sojakii Rech.f.
- Gypsophila sojakii Rech.f.
- Silene sojakii Melzh.
- Euphorbia austriaca subsp. sojakii Chrtek & Křísa
- Astragalus sojakii Podlech
- Oxytropis sojakii Vassilcz. in Rech.f.
- Vicia sojakii Chrtková
- Ranunculus sojakii Iranshahr & Rech.f. in Rech.f.
- Alchemilla sojakii K.M.Purohit & Panigrahi
- Alchemilla sojakii Plocek
- Potentilla sojakii Dikshit & Panigrahi
- Galium sojakii Ehrend. & Schönb.-Tem.
- Daphne sojakii Halda

## Научные работы по ботанической номенклатуре

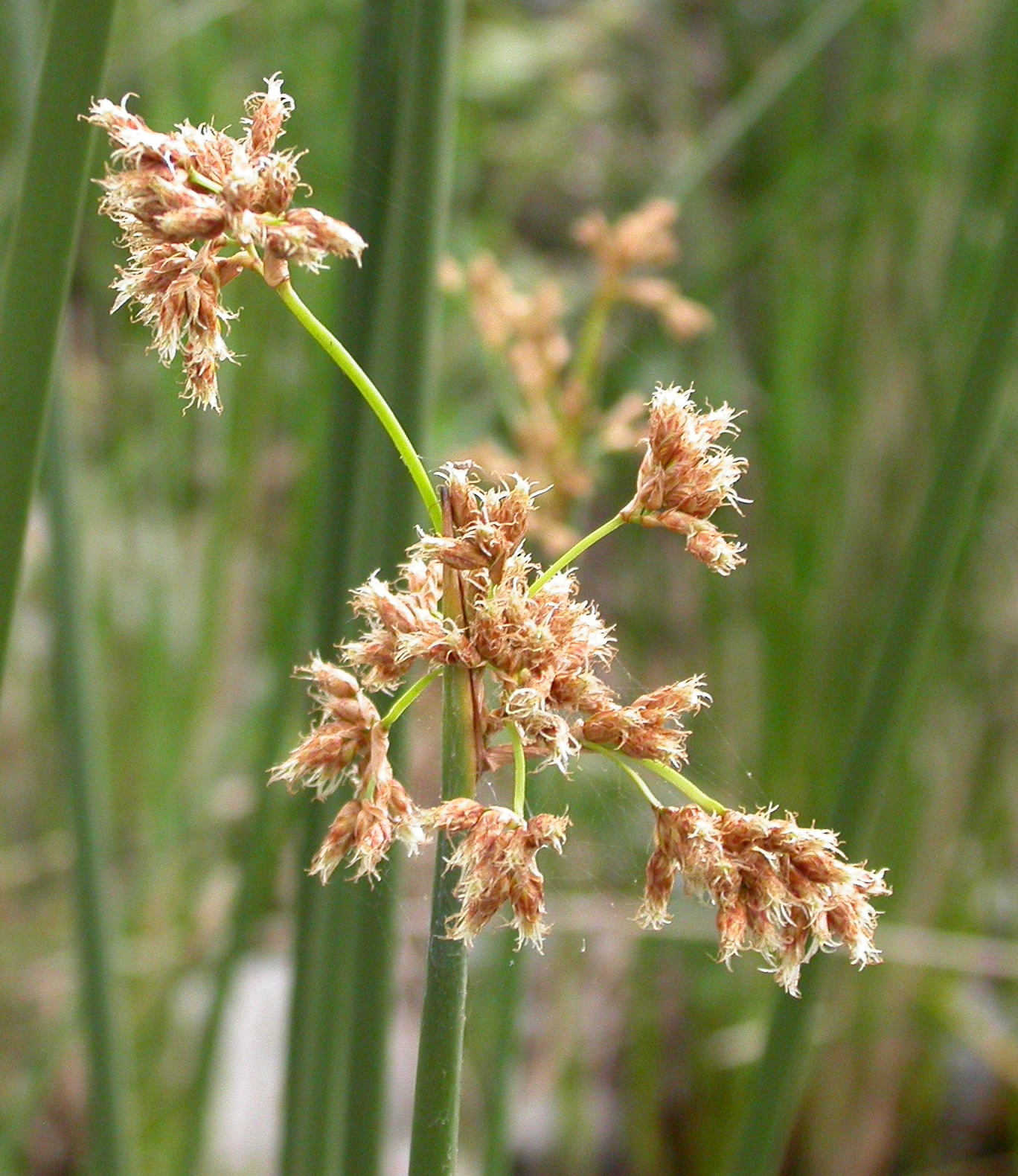

- Sojak, J. 1972 : Doplňky k nomenklatuře některých rodů (Phanerogamae). Časopis Národního Muzea (Praha) Oddíl Přírodovědný 141: 61—63.
- Sojak, J. 1979: Fragmenta phylotaxonomica etnomenclatorica 1. Casopis Narodniho Muse a (Prague) Oddil Priroddovedny 148: 193—209.
- Sojak, J., 1985. Some new northern hybrids in Potentilla L. Preslia 57: 263—266
- Sojak, J., 1986. Notes on Potentilla. I. Hybridogenous species derived from intersectional hybrids of sect. Niveae X sect. Multifideae. Botanische Jahrbücher für Systematic 106: 145—210
- Sojak, J., 1989. Notes on Potentilla (Rosaceae) VIII. P. Mivea L. agg. Candollea 44: 741—62
- Soják, J. 2004. Potentilla L. (Rosaceae) and related genera in the former USSR (identification key, checklist and figures). Notes on Potentilla XVI. — Bot. Jahrb. Syst. 125: 253—340.
- Soják, J. 2006. New infraspecific nomenclatural combinations in twelve American species of Drymocallis and Potentilla (Rosaceae) (Notes on Potentilla XVII.). — Thaiszia — J. Bot. 16: 47-50